# Cupido
Cupido er i romersk mytologi en erotisk kærlighedsgud. Han kaldes også Amor og svarer til den græske gud Eros.
Amor rammer med pile, der gør mennesker og guder forelskede.
- Wikimedia Commons har flere filer relateret til Cupido

| Mytologi | Spire Denne artikel om mytologi er en spire som bør udbygges. Du er velkommen til at hjælpe Wikipedia ved at udvide den. |